# Gene Mako
Constantine "Gene" Mako, né le 24 janvier 1916 à Budapest et mort le 14 juin 2013 à Los Angeles, est un joueur de tennis américain.

## Carrière
Il connut des succès principalement en double avec Donald Budge. Il remporta deux fois Wimbledon (1937 et 1938) et trois fois les Internationaux des États-Unis (1936, en double-messieurs et en double-mixte avec Alice Marble, et 1938). Il fut également deux fois finaliste du tournoi américain (1935 et 1937) et une fois de Roland-Garros (1938). En simple, il se hissa en finale des Internationaux des États-Unis en 1938 où il fut battu par son partenaire Donald Budge.
Il fut membre de l'équipe américaine de Coupe Davis et d'adjugea le trophée à deux reprises (1937 contre le Royaume-Uni et 1938 contre l'Australie). Pendant la Seconde Guerre mondiale, il s'engagea avec l'US Navy mais continua néanmoins à jouer au tennis.
Sa carrière fut gâchée par des blessures récurrentes à l'épaule qui s'aggravèrent en 1936 à Wimbledon.
Il était membre du International Tennis Hall of Fame depuis 1973.